# ムーブバック
ムーブバックとは、BD（BD-R、もしくはBD-RE）に録画・ダビングした番組をBDレコーダーに書き戻す機能。
2009年11月に認定されたAACSのFinalLicenseにもとづき導入された機能で、パナソニックが2010年9月に発売したDIGAに初めて導入され、以降他のメーカーのBDレコーダーにも実装された。
なおDVD（DVD-R、DVD-RW、DVD-RAM）には規格上の問題でムーブバックはできない。
また、ムーブを行う必要があるため、ファイナライズを行ったBD-Rからはムーブバックを行うことができない。